# Mineralna voda
Mineralna voda je voda iz mineralnih izvora. Sadrži razne minerale poput natrija, kalija, magnezija, kalcija, klorida, fluorida, sulfata, i brojnih drugih koji joj daju određen okus. 
Mineralna voda može biti gazirana ili negazirana.
Tradicionalno se mineralne vode rabe u toplicama za kupke ili za piće.

## Vanjske poveznice
- Mineral Waters of the World: List of mineral water brands by country  Arhivirana inačica izvorne stranice od 12. lipnja 2007. (Wayback Machine)
- Eupedia: List of European mineral water brands with mineral analysis
- Mineralna voda Hrvatska tehnička enciklopedija, portal hrvatske tehničke baštine. LZMK